# Chappal Waddi
Chappal Waddi er et bjerg i Nigeria, som med 2419 meter over havet er landets højeste punkt. Bjerget ligger i delstaten Taraba, i nærheden af grænsen til Cameroun.